# Xarxes socials a Internet

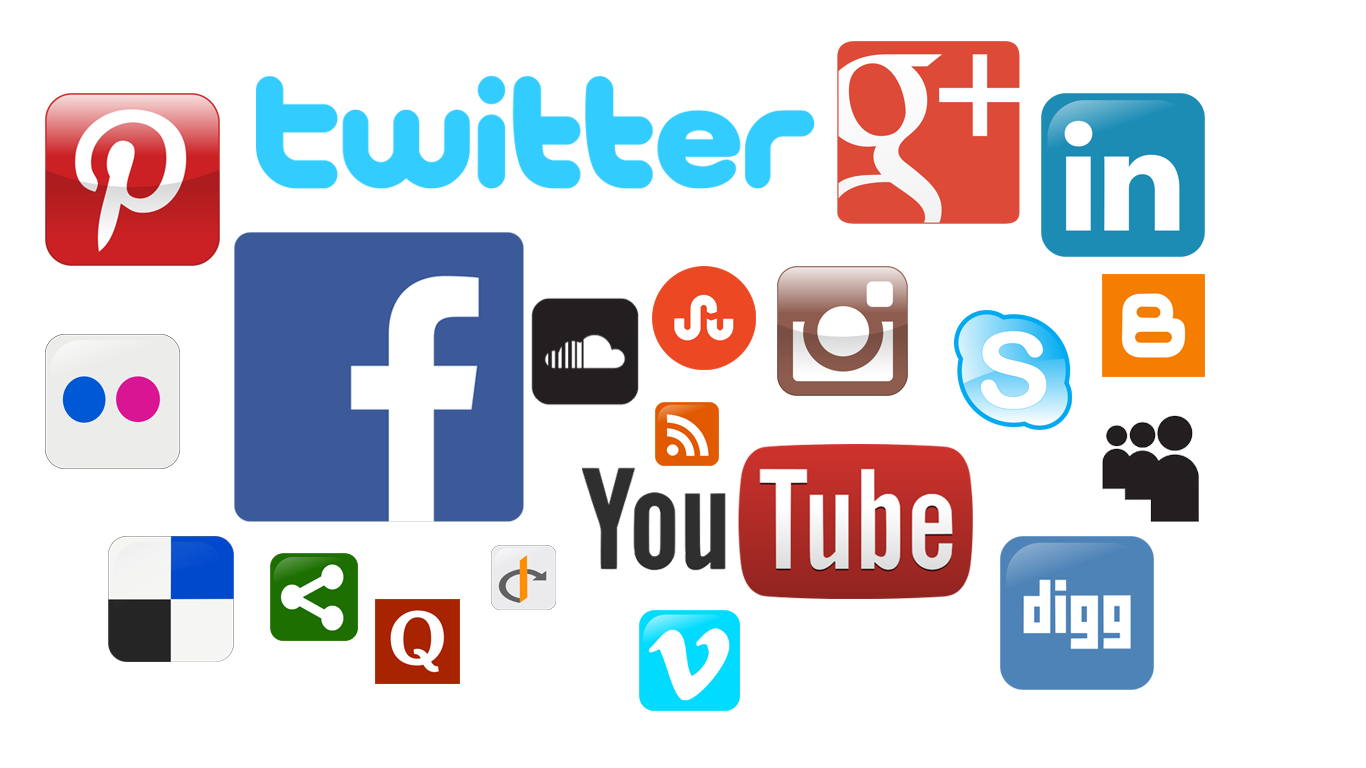
Il·lustració que mostra diversos icones d'algunes de les xarxes socials més populars.

Les xarxes socials són un concepte originat en la comunicació. Es refereix al conjunt de grups, comunitats i organitzacions vinculades les unes a les altres a través de relacions socials. Això va ser el resultat de la convergència dels mitjans, la seva economia política i el desenvolupament de les tecnologies, tenint com a objectiu la interacció de dos o més canals.
En la primera part de la dècada de l'any 2000 van començar a aparèixer molts llocs web dedicats a donar la possibilitat de comunicació dins del que se'n va dir les xarxes socials, que en aquella època eren conegudes com a cercles d'amics. Va ser amb l'augment de les xarxes socials quan Internet va començar a ser una eina massificada que realment és útil però també perillosa.
El juliol de 2006 es va llançar la versió definitiva de X (twitter).
Entre els anys 2007 i 2008 va començar a créixer Facebook en espanyol, estenent-se als països de Llatinoamèrica i a Espanya. Aquesta xarxa social es va començar a usar com una plataforma per connectar a estudiants entre si. A més va superar MySpace quant a visitants mensuals únics. El gener de 2008 Facebook tenia més de 2.167 usuaris actius.
L'any 2010 van aparèixer alguns dels llocs més populars, que van aconseguir fer créixer exponencialment l'ús del servei, com MySpace, Friendster, Tribe i Xing, entre d'altres.
Google+ es va llançar al juny de 2011. Els usuaris han de ser majors de 13 anys, per crear els seus propis comptes. Google+ ja és la tercera xarxa social amb més usuaris al món, no per la seva popularitat sinó per enllaçar-se amb YouTube, obtenint aproximadament 343 milions d'usuaris actius.

## Classificació

### Tancades
Són aquelles que serveixen per compartir arxius en diferents formats com poden ser YouTube, Slideshare, Snips o Flickr.

### Temàtiques o verticals
Son aquelles dirigides a un públic determinat, o sigui que són especialitzades. Els usuaris acudeixen a elles a causa d'un interès en comú.

### Per tipus de connexió
- Simètriques: perquè dos usuaris siguin amics, tots dos han d'acceptar-se mútuament, és a dir, han de realitzar-se accions des de tots dos costats per poder establir aquesta connexió, per exemple Facebook.[2]
- Asimètriques: un usuari pot seguir-ne un altre, el qual pot optar per seguir o no el seu seguidor, per exemple Twitter i Google+.[3]

### En funció del subjecte
- Humanes: estan orientades a la interacció entre persones segons els seus gustos, interessos, i activitats en general, per exemple Dopplr, Tuenti o TikTok.
- De contingut: el centre d'interès és en el contingut del que es publica, o sigui que dependran del tipus d'arxius als quals tinguin accés els usuaris. Per exemple Flickr, Instagram, Youtube i Vimeo.

### En funció de la localització geogràfica
- Sedentàries: són aquelles que es modifiquen segons els continguts, relacions, esdeveniments, etc., per exemple Blogger i Wordpress.
- Nòmades: similars a les xarxes socials sedentàries, s'hi suma un nou element basat en la ubicació geogràfica de l'usuari, per exemple Google Latitude i Fire Eagle.[4]

## Principals xarxes socials
Les dades en el rànquing de la taula següent corresponen a l'any 2015 i/o el 2017
| XARXA SOCIAL | TIPUS                  | Núm. USUARIS (milions) |
| ------------ | ---------------------- | ---------------------- |
| Facebook     | General                | 2230                   |
| Instagram    | Foto/Vídeo/Missatgeria | 1890                   |
| YouTube      | Vídeos                 | 1800                   |
| Whatsapp     | Missatgeria            | 1800                   |
| Google+      | General                | 343                    |
| Twitter      | Missatgeria            | 2228                   |
| Line         | Missatgeria            | 300                    |
| Tagged       | General                | 300                    |
| Habbo        | General                | 250                    |
| hi5          | General                | 200                    |
| Tumblr       | General                | 200                    |
| SoundCloud   | Música                 | 200                    |
| Badoo        | Contactes              | 200                    |
| Snapchat     | Missatgeria            | 178                    |
| NetlogTWOO   | General                | 115                    |
| Daily Motion | Foto/Vídeo             | 115                    |
| Soundhound   | Música                 | 100                    |
| Telegram     | Missatgeria            | 100                    |
| VK           | General                | 100                    |
| Pinterest    | Foto/Vídeo             | 100                    |
| Spotify      | Música                 | 90                     |
| Match        | Contactes              | 90                     |
| Flickr       | Foto/Vídeo             | 90                     |
| Slideshare   | Foto/Vídeo             | 85                     |
| Reddit       | Blogg/Fòrum            | 70                     |

## Les més populars
Les estadístiques corresponen a l'any 2017
 Primer lloc 
- Facebook[7] és la xarxa social més usada en el món, amb més de 2000 milions d'usuaris.
- Youtube
- Twitter és la més usada als Països Baixos (26,8%); és l'únic país del món on ocupa el primer lloc.[8]
- yZone, similar a Facebook; s'hi poden publicar textos, fotos i vídeos; té 645 milions d'usuaris i és la favorita a la Xina.
- Vkontakte s'imposa a Rússia amb 410 milions d'usuaris; permet compartir publicacions de tot tipus i està disponible en 83 idiomes.

 Segon lloc 
- Instagram lidera el segon lloc de les preferències a nivell mundial.
- Odnoklassniki, en les preferències de Rússia i Alemanya; té 16,5 milions d'usuaris a tot el món.
- Reddit a Nova Zelanda, Austràlia, Noruega i el Canadà.
- En la major part d'Europa i als Estats Units, el segon lloc li correspon a Twitter; al Japó, Facebook, i a l'Índia, LinkedIn.[9]

## Demografia dels usuaris
Estadístiques corresponents a usuaris adults, any 2015
Usuaris en general que es connecten
| XARXA SOCIAL | % QUE USA LA XARXA SOCIAL | % QUE ES CONNECTA DIÀRIAMENT |
| ------------ | ------------------------- | ---------------------------- |
| FACEBOOK     | 20 %                      | 70 %                         |
| WHATSAPP     | 23 %                      | 13 %                         |
| PINTEREST    | 21 %                      | 17 %                         |
| INSTAGRAM    | 23 %                      | 49 %                         |
| TWITTER      | 19 %                      | 36 %                         |

Usuaris a Internet classificats per gènere
| XARXA SOCIAL | % D'USUARIS | % D'HOMES | % DE DONES |
| ------------ | ----------- | --------- | ---------- |
| FACEBOOK     | 72 %        | 66 %      | 77 %       |
| PINTEREST    | 31 %        | 13 %      | 42 %       |
| INSTAGRAM    | 28 %        | 22 %      | 29 %       |
| WHATSAPP     | 25 %        | 28 %      | 27 %       |
| TWITTER      | 23 %        | 24 %      | 21 %       |
| SNAPCHAT     | 70 %        | 30 %      | 70 %       |

Usuaris a Internet classificats per edat
| XARXA SOCIAL | 18 a 29 ANYS | 30 a 49 ANYS | 60 a 64 ANYS | 65 ANYS o més |
| ------------ | ------------ | ------------ | ------------ | ------------- |
| FACEBOOK     | 87 %         | 73 %         | 63 %         | 56 %          |
| PINTEREST    | 34 %         | 28 %         | 27 %         | 17 %          |
| INSTAGRAM    | 25 %         | 11 %         | 6 %          |               |
| WHATSAPP     | 23 %         | 31 %         | 30 %         | 21 %          |
| TWITTER      | 37 %         | 25 %         | 12 %         | 10 %          |

Usuaris classificats per núm. de xarxes socials a les que es connecten
| Núm. DE XARXES   | PERCENTATGE      |     |
| ---------------- | ---------------- | --- |
| 2 XARXES SOCIALS | 5 XARXES SOCIALS | 4 % |

<noebol f"!ng || 9 % | MÈXIC || 4 % 
|-
|}

## Segons el seu ús

### Professionals
Ús professional en general
- Linkedin
- About.me
- Xing
- Viadeo

Metges
- Sermo
- Esanum
- Doximity (anglès)
- ResearchGate (anglès)[12]

Programadors
- La Web del programador
- NotasWeb
- Domestika
- CoderWall
- Codepad

### Ciència i educació

#### Científiques
Algunes xarxes socials en la ciència són les següents:
- Academia.edu
- ResearchGate (anglès)
- Mendeley (anglès)
- MethodSpace (anglès)

#### Educació
L'ús de les xarxes socials a l'educació es refereix a l'ús pràctic de les xarxes socials en l'àmbit de l'educació, amb el principal propòsit de promoure la comunicació entre el professorat i els alumnes. Les xarxes socials són eines basades en Internet, principalment a la Web 2.0, permetent que els seus usuaris accedeixin i comparteixin continguts creats per ells mateixos.
És essencial reflexionar sobre l'objectiu d'introduir les xarxes socials en l'aula. Sembla evident que el primer és crear una comunitat d'aprenentatge en la qual hi ha diferents punts de comunicació (docent-discent, discent-discent, docent-docent, docent-pare/mare/tutor, centre-comunitat educativa) basat en un model d'aprenentatge col·laboratiu, cooperatiu i interdisciplinar.
A més de l'ajuda que ofereixen les xarxes socials a l'aprenentatge mitjançant diverses teories, l'ús de les xarxes socials en educació afavoreix un aprenentatge col·laboratiu a causa d'una gran quantitat de factors:
- Afavoreixen la realització d'activitats en grups segons temàtiques.
- Faciliten el treball interdisciplinari.
- Es fomenta la relació entre docent i alumne.
- Afavoreixen dinàmiques cooperatives i col·laboratives de recerca i estudi.
- Impulsen la producció col·lectiva de coneixement.
- Permeten la publicació de documents i bibliografia útils per a l'aprenentatge en diferents formats.
- Permet establir diferents maneres de comunicació.
- Donen importància a la figura del grup, afavorint la creació de comunitats d'aprenentatge.
- Evita un aprenentatge basat en jerarquies i assegura un aprenentatge entre iguals.
- Afavoreix un aprenentatge basat en coneixements previs, permetent l'exploració de continguts que siguin del seu interès.

Algunes xarxes socials en educació són les següents:
- Docsity[17]
- The Capsuled[18]
- educaNetwork
- Edmodo[19]
- Brainly[20]
- Eduredes
- Eduskopia
- Comunidad todoele
- Otra Educación
- RedAlumnos
- Schoology

Els usos més habituals de les xarxes socials en l'àmbit educatiu són:
- Com a xarxa d'assignatures, on es crea una xarxa per a cada assignatura en la qual es puguin preguntar dubtes, realitzar treballs, etc. Aquestes xarxes solen ser poc nombroses i tendeixen a no aprofitar el potencial total de les xarxes socials.
- Com a xarxes de centres d'educatius i grups per crear comunitats internes. Aquestes xarxes són molt positives i ajuden a crear un sentiment de pertinença a la comunitat educativa.
- Com a grups de consulta de dubtes i d'activitat acadèmica d'una assignatura. Són llocs privats en els quals els alumnes es comuniquen entre si i amb el professor d'aquesta assignatura. Formarien part d'una xarxa social major, en la qual s'integra el grup.
- Com a tauler d'anuncis d'una assignatura. S'enquadra dins d'una xarxa social i es forma un grup en el qual es col·loca la informació sobre tasques, activitats, etc., que han de realitzar els alumnes.
- Com a grups d'alumnes. Es creen els grups dins de la xarxa social perquè realitzin treballs. Resulten interessants lloc que fomenten que els alumnes creuen els seus grups, interaccionin entre ells, usin els fòrums de discussió, els missatges i la resta d'eines amb les quals explica la xarxa social per organitzar el treball i deixar informació.
- Com a tutorització de treballs. Fomenten la comunicació entre el grup d'alumnes i el professor, augmentant la quantitat i la rapidesa de la retroalimentació entre ells.

### Aficionats
Fotografia 
- Pinterest
- Instagram
- Flickr
- 500px
- Behance
- DeviantArt
- Imgur
- Tumblr

 Música 
- Soundcloud
- Last.fm
- Myspace
- Spotify
- Flowd
- ReverbNation
- InternetDJ[22]

 Vídeos 
- Youtube
- Vimeo
- Dailymotion
- Tu.tv

 Lectors 
- Wattpad
- Entrelectores
- Beek
- QuieroLeer
- Lecturalia
- BiblioEteca
- Comparteix Llibres
- El teu què llegeixes
- Sopa de Llibres
- Leoteca
- Quelibroleo.com[23]
- Goodreads

 Artistes 
- Dribbble
- Kompoz
- Falsaria
- Olemiarte
- Pure Volume
- Afactys[24]

 Gourmets 
- Petitchef
- Què hi ha en la nevera?
- SocialFood[25][26]

 Videojocs 
- Wipley
- Nosplay
- Mediafire
- Playfire
- Raptr
- Uberchar
- Player.me
- Discord
- Twitch[27]

 Col·leccionistes 
- Colnect

### Viatgers
- TripAdvisor
- Tourist Link
- Els Viatgers[28]

### Buscar parella
- Tinder
- Grindr
- Loventine
- Badoo
- Match
- Zonacitas
- Amigos.com
- Oasis Active
- Be2

### Blogs
- Twitter
- Tumblr
- Edmodo
- Plurk

### Nens
Malgrat les restriccions d'edat de moltes xarxes socials (on l'edat mínima d'accés és de 13 anys) un 33 % dels nens europeus de 9-12 anys i un 77 % d'adolescents de 13-16 anys tenen un perfil en una xarxa social. Pel que, a la vista que les restriccions d'edat no són molt efectives, un nou sector dedicat als més petits està en auge: Les xarxes socials aptes per a nens.
- Lego Life
- Mundo Gaturro
- Club penguin

### Missatgeria instantània
- WhatsApp
- Telegram
- Line
- Hangouts
- Skype
- BBM
- Messenger
- Snapchat
- Social Wire
- Kik
- Facebook
- WeChat
- Facebook Messenger
- Amino

## Segons el país
Rússia 
- VKontakte (similar a Facebook)
- Odnoklassniki (traducció: Companys de classe)
- Moi Mir@mail.ru (traducció: El meu món)[30]

 Xina 
- Qzone
- PengYouWan (traducció: xarxa d'amics)
- RenRenWan (traducció: la xarxa de tot el món)
- KaiXinWan (traducció: la xarxa alegre)
- Tencent Weibo (micro-blogging)
- Sina Weibo (híbrida entre Facebook i Twitter)
- Weixin (substitut de WhatsApp)
- UshiWan (xarxa de professionals)[31]

 Japó 
- Hatena
- Line (combina les funcions de Facebook, Twitter, Instagram i Skype)[32]

## Xarxes socials extingides
- Vine (2012-2017)
- Buzz (2010-2011)
- Itunes Ping (2010-2012)
- Gowalla (2009-2012)
- Friendster (2002-2009)[33]

## Censura
- Pakistan: el país va bloquejar l'accés a YouTube al setembre de 2012, davant la negativa de la plataforma de vídeos de retirar un contingut considerat per les autoritats com a ofensiva a l'islam.
- Corea del Nord: Internet és completament censurat en aquest país.
- Eritrea: és impossible accedir a Facebook, Twitter o YouTube i, només el 4 % de la població pot connectar-se a Internet.
- Altres països: Emirats Àrabs, Líbia, Afganistan i Síria, han bloquejat en diferents ocasions i de manera selectiva, Internet i les xarxes socials.[34]

## Ètica i les xarxes socials
Avui dia s'està vivint un món diferent, un món globalitzat el qual està totalment connectat a la xarxa. Estem vivint en una societat on les persones prefereixen comunicar-se per mitjà de les seves xarxes socials, deixant a un costat el resguard de la seva vida privada i exposant-se als perills d'avui dia.
Si es que es van a utilitzar les xarxes socials diàriament, existeixen riscos.
Per començar, s'han de definir la privacitat, essent aquesta el nivell de protecció que disposen de totes les dades i informació, que una persona introdueix a una d'aquestes xarxes socials i també abasta el grau d'accessibilitat que aquesta persona o altres usuaris poden tenir. I és que la gent no sap que les seves dades personals; com les seves cerques, compres en línia o els enllaços que visiten, son emmagatzemats per proporcionar informació d'ells sense el seu consentiment ni coneixement; sorgint relacions entre persones sense conèixer les fronteres que existeixen per mig. Les xarxes socials més populars com Facebook, Twitter, Instagram o SnapChat son utilitzades per milions de persones, sent aquestes subjectes a diferents riscos, ja que tot i que aquestes xarxes tinguin sistema de "privacitat" com decidir qui pot veure o no les teves fotos, aquesta mai arriba a ser màxima, per això és millor no compartir informació determinada en la xarxa, ja que amb una simple pulsació al ratolí en aquestes xarxes socials, es poden saber el perfil psicològic d'una persona, el que fa, on viu, el seu número de telèfon, com és, els seus gustos, les seves aficions, que és el que fa, entre altres coses que tinguin a veure amb la seva persona.
Els problemes ètics que poden provocar les xarxes socials son:
- La intromissió en la vida privada. Esborrant-se la frontera entre el públic i el privat.
- El robatori de dades.
- La venda de contactes. Cosa que fan les indústries (com Google, Facebook, Instagram).
- La intromissió a la vida privada de parella/amic.
- La normalització del plagi. Amb el famós Copy & Paste.

## Perills de les xarxes socials
- Addicció
- Ciberassetjament
- Grooming
- Incitació a l'odi
- Rebutjos laborals
- Phishing
- Malware
- Perfils falsos
- Problemes de privadesa
- Pèrdua de productivitat[35]

### El que no es permet publicar
- Contingut de caràcter sexual
- Incitació a l'odi
- Contingut amb violència excessiva o autolesions
- Amenaces
- Informació privada d'altres persones
- Venda o promoció de drogues
- Violació als drets d'autor
- Spam[36][37][38][39]

### El que no s'aconsella publicar
- Data completa de naixement
- Ubicació actual
- Fotos de menors
- Adreça i telèfon
- Situació sentimental
- Fotos amb georeferències automàtiques
- Data de les vacances
- Situacions incòmodes
- Sobre l'ocupació actual o projectes
- Foto del passatge d'avió[40][41]

## Avantatges
- Produeixen continguts en Internet.
- És una bona opció per fer publicitat.
- Conèixer millor les necessitats i els interessos de persones i empreses.
- Són molt útils per trobar i saber sobre persones que volguessis buscar.
- Hi ha interacció sense problemes d'espai i temps.
- Facilita l'intercanvi d'informació entre els usuaris.

## Desavantatges
- Si es configura malament la privadesa, poden resultar perilloses, a causa que exposen la vida privada dels usuaris.
- Poden generar addicció.[42] Els principals senyals que denoten una dependència a les xarxes socials i que poden ser un reflex de la conversió d'una afició en una addicció són les següents:
- Privar-se de somni més de 5 hrs per estar connectat a la xarxa, a la qual es dedica uns temps de connexió anormalment alts.
- Descuidar altres activitats importants, com el contacte amb la família, les relacions socials, l'estudi o la cura de la salut.
- Pensar a la xarxa constantment, fins i tot quan no s'està connectat a ella i sentir-se irritat excessivament quan la connexió falla o resulta molt lenta.
- Aïllar-se socialment, mostrar-se irritable i baixar el rendiment en els estudis.
- Poden produir-se casos de suplantació d'identitat. És un desavantatge que s'escapa del nostre control, ja que no depèn del bon o mal ús que li donem a les nostres xarxes socials
- Si no s'usen per a una bona fi, poden ocasionar un gran dany a persones com a empreses.
- No es posseeix un gran control de les dades.
- Poca cobertura d'Internet en algunes regions.